# Nulla voluntas errantis est
Nulla voluntas errantis est (łac. kto jest w błędzie, nie wyraża swojej woli) – rzymska zasada prawna, sformułowana przez Pomponiusza w Digestach, stanowiąca, że działania prawne podejmowane przez człowieka pod wpływem błędu są nieskuteczne (zob. wada oświadczenia woli).